# Гаффнер, Пауль-Леопольд
Пауль-Леопольд Гаффнер (нем. Paul Leopold Haffner; 21 января 1829, Хорб-ам-Неккар, Баден-Вюртемберг — 2 ноября 1899, Майнц) — немецкий богослов, римско-католический церковный деятель, епископ Майнца (1886—1899), педагог.

## Биография

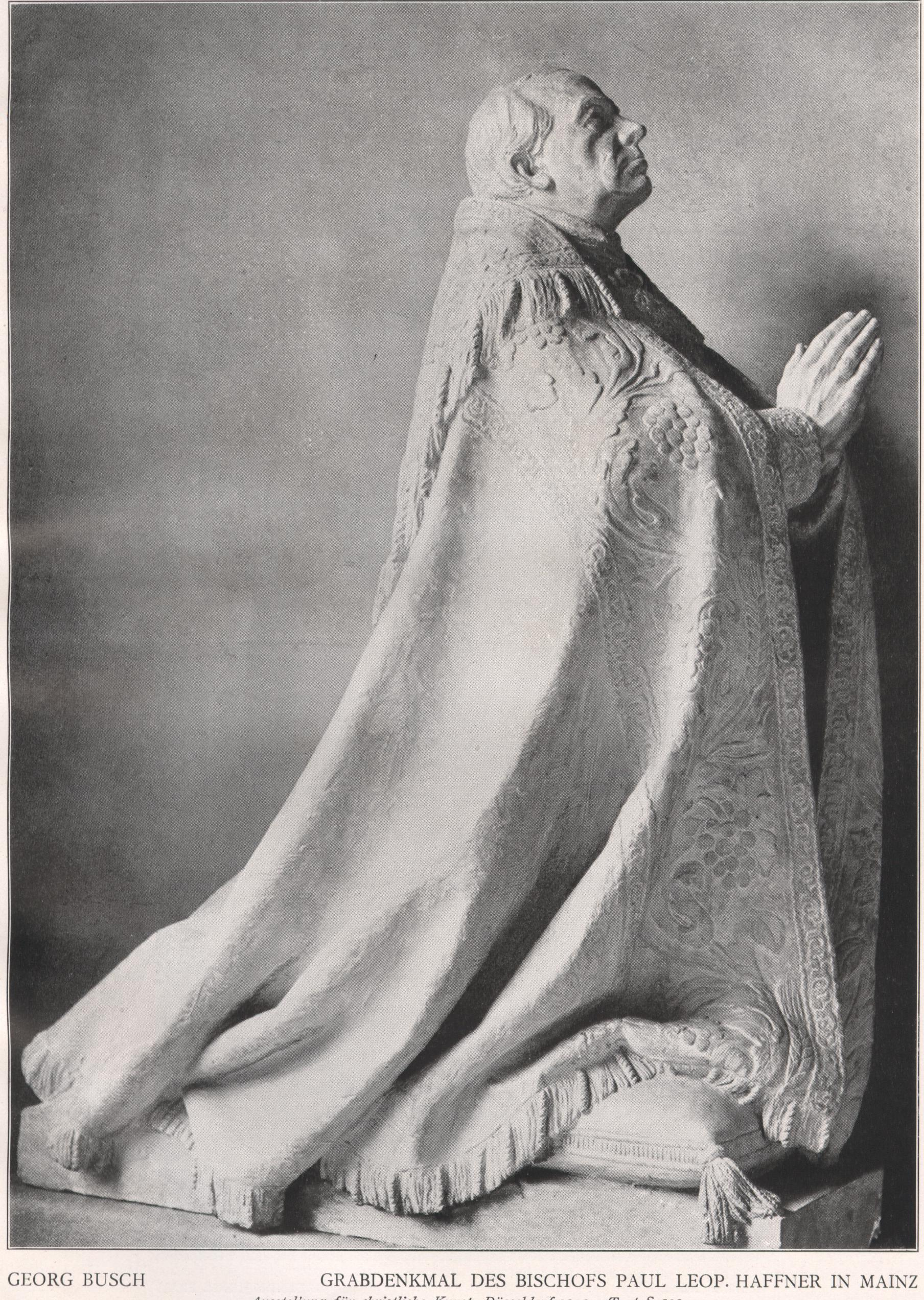
Статуя на могиле епископа Гаффнера

Изучал богословие в университете Тюбингена. В августе 1852 года рукоположен.
В 1855 году был назначен преподавателем философии в духовной семинарии Майнца. С 1864 года служил в Майнцской епархии, в 1866 году стал генеральным викарием епархии Майнца. В 1877 году во время Культуркампфа был отправлен в отставку.
В июне 1886 года занял место епископа Майнца.
Постоянный оратор на собраниях католических союзов, один из основателей католического союза по изданию брошюр, из которых многие написаны им самим («Goethes Dichtungen auf sittlichen Gehalt geprüft», «Voltaire und seine Epigonen»); написал ещё «Die deutsche Aufklärung», «Der Materialismus in der Kulturgeschichte», «Grundlinien der Philosophie» (1881—84) и др.

## Избранные публикации
- Grundlinien der Philosophie als Aufgabe, Geschichte und Lehre : Zur Einleitung in die philosophischen Studien. 2 Bände. — Mainz : Kirchheim, 1881-83
- Die deutsche Aufklärung, 3. Aufl., Mainz 1864
- Der Materialismus in der Kulturgeschichte, Mainz 1865
- Eine Studie über G. E. Lessing, 2. Auflage, Köln 1878